# 記憶之塵：朱利安戰記
《記憶之塵：朱利安戰記》（英語：Julian Comstock: A Story of 22nd-Century America）是羅伯特·查爾斯·威爾森於2009年所寫的長篇反烏托邦科幻小說，入圍2010年雨果獎最佳小說。其故事根據威爾森2006年的中篇作品《朱利安：一個聖誕節故事》擴充而成。

## 故事簡介
廿二世紀的地球因資源耗盡，回到十九世紀末的生活情況，而美國則改為由獨裁總統統治。朱利安是前任總統的兒子，為了躲避繼位的大伯德克蘭的迫害，因此流落到鄉間地方，並認識了阿當。只不過逃到鄉間仍未能避過德克蘭的迫害，朱利安、阿當和朱利安的老師山姆因此誤打誤撞加入了軍隊，建立軍功的朱利安成為軍隊內的明星，德克蘭自然不能隨便下殺手。後來，朱利安的聲名越來越大，德克蘭的名聲則越來越差，最終德克蘭被人暗殺，眾人推舉朱利安繼位。朱利安登基後依然面對內憂外患，歐洲軍隊不斷侵略美國的領土，國內則面對國教的既得利益宗教人士。國教執事最終發動政變，朱利安亦死於傳染病。